# Donaukanaltreiben Festival
Donaukanaltreiben Festival in Wenen, Oostenrijk is een van de culturele festivals in Europa. Het wordt elk jaar in mei of juni gehouden op verschillende locaties langs de Donaukanal, in Wenen. Voornamelijk Oostenrijkse professionele en amateurbands worden uitgenodigd, maar van jaar tot jaar nodigen de organisatoren ook bands uit de buurlanden uit. 

## Locaties
| Plaats                | Jaar                               |
| --------------------- | ---------------------------------- |
| Adria Wien            | 2007, 2011, 2012                   |
| Badeschiff            | 2007, 2008, 2011                   |
| Centrale tuin         | 2008, 2009, 2010, 2011             |
| City Beach            | 2007, 2008, 2009, 2010, 2011, 2012 |
| Das Dorf              | 2007                               |
| Fernwärme             | 2009                               |
| Buigen                | 2007, 2008, 2009, 2010, 2012       |
| Franzensbrücke        | 2010, 2012                         |
| Ich bin Wien          | 2010, 2011                         |
| Leo's Stage Europe    | 2008, 2009                         |
| Motto am Fluss        | 2011, 2012                         |
| Pier 9                | 2010, 2011                         |
| Riverside             | 2011, 2012                         |
| Zomerpodium           | 2007, 2008, 2009, 2010, 2011, 2012 |
| Spittelau 10          | 2011, 2012                         |
| Schützenhaus          | 2012                               |
| Strandbar Herrmann    | 2007, 2008, 2009, 2010, 2011, 2012 |
| Team voor Europa      | 2009                               |
| Telaviv Beach         | 2009, 2010, 2011, 2012             |
| Wir sind mehr         | 2012                               |
| Young Generation Area | 2007                               |

## Voorgaande jaren
| No. | Jaar | Naam                            | Bezoeker |  | Artiest |
| --- | ---- | ------------------------------- | -------- |  | --- |
| 1.  | 2007 | Donaukanaltreiben Festival 2007 | 50,000   |  | - Attwenger - Austrofred - Beeswax Polish - Caresce - DJ DSL - Gameboy Music Club - Lichtenberg - Louie Austin - Millions of Dreads - Minze - Syncope - Texta                                                                                        |
| 2.  | 2008 | Donaukanaltreiben Festival 2008 | 50,000   |  | - Attwenger - Herbstrock - The M.A.S.S. - Britta - Bauchklang - Jonas Goldbaum - The Mary Broadcast Band |
| 3.  | 2009 | Donaukanaltreiben Festival 2009 | 50,000   |  | - Dawnstar - Desolate Mind - Echo Band - Herta 11 - Jessica Slavik - Katzenreich - Kocuma - Koko Makumba - Kommando Elefant - Mauracher - Ost in Translation - Radio Wien Band - Rosengarten - Scarabeus Dream - Stonez - Velojet - Willi Resetarits |
| 4.  | 2010 | Donaukanaltreiben Festival 2010 | 50,000   |  | - Bo Candy and His Broken Hearts - Bunny Lake - Dolores Schmidinger - John Megill - Fatima Spar and The Freedom Fries - Graffiti Workshop U.V.M. - Marios and Julie - Modenschau - Pexus Solarie                                                     |
| 5.  | 2011 | Donaukanaltreiben Festival 2011 | 40,000   |  | - Bernard Eder - Gary - Hotel California - Modenschau - The Billy Rubin Trio - The Fussa - The Rocking Birds - Violetta Parisini - Silo feat. Four Elements                                                                                          |
| 6.  | 2012 | Donaukanaltreiben Festival 2012 | 60,000   |  | - Aminata and the Astronauts - Bootstaxi - Christoph and Lollo - Dirk Stermann - Duscher Plays Cash - Effi - Frühschoppen - Gewinnspiel - Giantree - Ginga - Marios and Julie - Salsa and Zumba - Mika Vember - Silo feat. Pebelle                   |
| 7.  | 2013 | Donaukanaltreiben Festival 2013 | TBD      |  | |